# Jorge Armando McFarlane Olazábal
Jorge Armando McFarlane Olazábal, destacado deportista peruano de la especialidad de atletismo, múltiple campeón sudamericano en las categorías de menores, juveniles, sub-23 y mayores en la pruebas de salto largo. Además, cuenta con el récord nacional absoluto de salto largo 8,10 m.

## Trayectoria
La trayectoria deportiva de Jorge McFarlane Olazábal se identifica por su participación en los siguientes eventos internacionales:

2014
- CAMPEÓN IBEROAMERICANO en 110 m vallas.
- SUB-CAMPEÓN PANAMERICANO en Salto Largo.
- MEDALLISTA DE BRONCE SUDAMERICANO DE MAYORES en 110 m vallas

2013
- CAMPEÓN BOLIVARIANO en 110 m vallas
- CAMPEÓN BOLIVARIANO en Salto Largo
- CAMPEÓN SUDAMERICANO DE MAYORES, 110 m vallas 13'61
- SUB-CAMPEÓN SUDAMERICANO DE MAYORES, Salto largo 8,01 m
- PARTICIPACIÓN EN EL MUNDIAL DE ATLETISMO DE MAYORES 110 m vallas, en MOSCÚ - RUSIA

2011
- PARTICIPACIÓN EN EL MUNDIAL DE ATLETISMO DE MAYORES Salto Largo, en DAEGU - COREA DEL SUR
- FINALISTA EN EL MUNDIAL UNIVERSITARIO 110 m vallas y Salto Largo, en SHENZHEN - CHINA
- CAMPEÓN SUDAMERICANO DE MAYORES, Salto largo 7.95 m
- SUB-CAMPEÓN SUDAMERICANO DE MAYORES, 110 m vallas 13'77

2010
- CAMPEÓN SUDAMERICANO Y JJ. ODESUR, Salto Largo, 8.09 m
- CAMPEÓN SUDAMERICANO Y JJ. ODESUR, 110 m vallas 13'75.

2009
- PARTICIPACIÓN EN EL MUNDIAL UNIVERSITARIO 110 m vallas y Salto Largo, en BELGRADO - SERBIA.
- MEDALLISTA DE BRONCE JJ. BOLIVARIANOS, Salto Largo 8.10 m MARCA B JJ. Olímpicos.
- MEDALLISTA DE BRONCE JJ.BOLIVARIANOS, 110 m vallas

2008
- CAMPEÓN SUDAMERICANO SUB-23 110 vallas.
- CAMPEÓN SUDAMERICANO SUB-23 Salto Largo.

2007
- CAMPEÓN PANAMERICANO Salto Largo.
- SUB-CAMPEÓN PANAMERICANO 110 m vallas (Récord Sudamericano Juvenil 110 m vallas, 13.51)
- CAMPEÓN SUDAMERICANO 110 m vallas
- CAMPEÓN SUDAMERICANO Salto Largo
- PARTICIPACIÓN EN EL MUNDIAL UNIVERSITARIO 110 m vallas y Salto Largo, en BANGKOK - TAILANDIA

2006
- PARTICIPACIÓN EN EL MUNDIAL JUVENIL 110 m vallas, en BEIJING - CHINA
- MEDALLISTA DE BRONCE JJ. ODESUR, 110 m vallas

2005
- PARTICIPACIÓN EN EL MUNDIAL DE MENORES 110 m vallas, en MARRAKECH - MARRUECOS.

2004
- SUB-CAMPEÓN SUDAMERICANO MENORES 110 m vallas.

### JuegosBolivarianos
Fue reconocido su triunfo de ser el cuarto deportista con el mayor número de medallas de la selección de  Perú en los juegos de Trujillo 2013.

#### JuegosBolivarianos Trujillo 2013
Su desempeño en la novena edición de los juegos, se identificó por obtener un total de 2 medallas:

- , Medalla de oro: Atletismo 110 m vallas hombres
- , Medalla de oro: Atletismo Hombres Salto de Longitud

### Juegos Suramericanos
Fue reconocido su triunfo de ser el cuarto deportista con el mayor número de medallas de la selección de  Perú en los juegos de Medellín 2010.

#### Juegos Suramericanos de Medellín 2010
Su desempeño en la novena edición de los juegos, se identificó por obtener un total de 2 medallas:

- , Medalla de oro: Atletismo 110m vallas hombres
- , Medalla de oro: Atletismo Hombres Salto de Longitud